# Good Morning America
Good Morning America je americký ranní televizní pořad vysílaný na stanici ABC. Poprvé byl program odvysílán 3. listopadu 1975 a nejprve byl vysílán pouze ve všední dny. Od 3. ledna 1993 byla relace rozšířena i na neděli, nicméně v roce 1999 bylo nedělní vysílání opět zrušeno. Teprve 4. září 2004 se program vrátil na obrazovky i o víkendu, tentokrát v sobotu i v neděli. Přímý přenos začíná každý den v 7:00 EST a probíhá do devíti ráno. Vysílání je následně pouštěno ze záznamu i v ostatních časových pásmech. O víkendech začínají přenosy ve stejný čas, ovšem trvají jen jednu hodinu. Diváci v oblasti pacifického standardního času dostávají aktualizovaná data a živé aktuální vstupy. Mezi lety 2007 a 2008 byla na stanici ABC News Now přidávána ještě třetí hodina pořadu navíc.
Součástí pořadu jsou zprávy, rozhovory, předpovědi počasí, publicistika a zprávy z kultury a showbyznysu. Pořad produkují ABC News a vysílá se z Times Square Studios, nahrávacích studií, která se nacházejí na Times Square v New Yorku. Hlavními uvaděči jsou Robin Roberts, George Stephanopoulos, Lara Spencer a Michael Strahan, které doplňují moderátorka zpráv Amy Robach a moderátorka předpovědi počasí Ginger Zee.
V první polovině 80. let a od jejich do poloviny 90. let 20. století byla relace Good Morning America nejsledovanějším ranním pořadem v Americe. Tehdy byli hlavními řečníky nejprve David Hartman a Joan Lundenová, v 90. letech Hartmana nahradil Charles Gibson. Mezi lety 1995 a 2012 končila druhá za konkurenční relací Today na stanici NBC. Od léta 2012 však rivala opět přeskočila a posunula se na první místo.
Mezi lety 2007 a 2009 vyhrál pořad třikrát po sobě ocenění Daytime Emmy Award v kategorii Nejlepší ranní pořad, která byla od roku 2007 nově zařezena mezi vyhlašované kategorie (úplně první cenu sdílel pořad s konkurenčním programem Today).